# Real world
「real world」（リアル ワールド）は、EXILEの15枚目のシングル。2004年6月30日にrhythm zoneから発売。

## 概要
前作「Carry On/運命のヒト」から1カ月ぶりのシングル。
カップリング曲はメンバーのSHUNこと清木場俊介のソロ曲「ありがとう」を収録。清木場の1stアルバム『清木場俊介』にはアルバムバージョンで収録されている。
オリコン週間シングルランキングでは初の首位獲得となった。アルバムでは既に首位獲得が数回あったものの、シングルではデビュー以来初のことであった。
メンバーのATSUSHIがプロ野球選手の松坂大輔と交流があり、2008年3月26日発売のベストアルバム『EXILE CATCHY BEST』には、松坂が出演する新たなミュージックビデオが収録された。2021年10月19日に行われた松坂の引退試合でも登場曲に使用された。

## 収録曲
1. real world [4:37]
作詞：Kenn Kato / 作曲：山口寛雄 / 編曲：原田憲
  - 日本テレビ系プロ野球中継『1球の緊張感 LIVE 2004』イメージソング
2. ありがとう - 清木場俊介
作詞・作曲：清木場俊介 / 編曲：岩戸崇
3. real world 〜REPRESENT JAPAN DUB〜 [5:13]
編曲：YUKIYOSHI
4. real world（Instrumental）
5. ありがとう（Instrumental）

## 収録アルバム
real world
- PERFECT BEST - SINGLE BEST
- EXILE CATCHY BEST
- EXTREME BEST

ありがとう
- 清木場俊介